# Tomsk I
Tomsk I – jedna z dwóch stacji kolejowych w Tomsku, w obwodzie tomskim, w Rosji. Po wybudowaniu jej w 1896 roku nosiła nazwę Mieżeninowka. Stacja z racji położenia blisko centrum miasta była bardzo popularna wśród mieszkańców dlatego też w 1909 roku Rada Miasta Tomsk postanowiła zmienić nazwę Mieżeninowka na Tomsk I, a dotychczasową Tomsk na Tomsk II. Budynek dworca jest dwupiętrowy z trzema wejściami i był przebudowywany trzykrotnie. W 2004 roku, okazji czterechsetlecia miasta, zakończył się gruntowny remont, który przywrócił oryginalny, historyczny wygląd budynku.
Ze stacji odjeżdżają pociągi dalekobieżne do takich miast jak Moskwa, Barnauł, Nowokuźnieck, Nowosybirsk, w lecie Adler, Anapa i Soczi oraz pociągi podmiejskie. Rocznie stacja Tomsk-1 obsługuje do dwóch milionów pasażerów. Znajdują się tu 2 perony z 3 krawędziami.